# Cynoscion parvipinnis
Cynoscion parvipinnis és una espècie de peix de la família dels esciènids i de l'ordre dels perciformes.

## Morfologia
- Els mascles poden assolir 69 cm de longitud total i 3.150 g de pes.[6][7]

## Alimentació
Menja principalment peixets.

## Hàbitat i distribució geogràfica
És un peix marí, de clima subtropical (34°N-21°N, 118°W-108°W) i demersal, el qual es troba a les zones costaneres poc fondes (encara que pot arribar als 100 m de fondària) i de fons sorrencs i fangosos del Pacífic oriental: des del sud de Califòrnia (els Estats Units) fins a Mazatlán (Mèxic) i el Golf de Califòrnia.

## Principals amenaces
No és una espècie comercial però, tenint en compte el seu hàbitat i la distribució geogràfica que ocupa, moltes vegades és capturat incidentalment en xarxes d'emmallament i amb hams juntament amb altres peixos, especialment al golf de Califòrnia. L'efecte de la pesca sobre les seues poblacions no és gaire conegut.

## Observacions
És inofensiu per als humans.